# 磷酸钐
磷酸钐是一种无机化合物，化学式为SmPO4，它是钐的磷酸盐之一，可以形成单斜晶系的晶体，空间群P21/n。它可由磷酸和氯化钐反应得到。它和氟化钠在空气中加热至750 °C，生成Na2SmF2PO4。